# Montreuil-Bellay
Montreuil-Bellay là một xã thuộc tỉnh Maine-et-Loire trong vùng Pays de la Loire phía tây nước Pháp. Xã này nằm ở khu vực có độ cao trung bình 54 mét trên mực nước biển.
Thị trấn có cự ly 16 km về phía nam của Saumur, và nổi tiếng với lâu đài Montreuil-Bellay.
Montreuil-Bellay nằm bên sông Thouet, và đã là điểm đầu giao thông thủy cho đến đầu thế kỷ 20.